# Fakultäten
Fakultäten (lat. facultates „Vollmachten“) bezeichnen allgemein im katholischen Kirchenrecht die Übertragung von Rechten durch eine übergeordnete an eine untergeordnete Institution.

## Allgemeines
Insbesondere gilt dies für Vollmachten, die vom Papst auf Bischöfe übertragen werden (Dispensationsbefugnis), dies kann auf Dauer oder aber häufiger zeitlich begrenzt geschehen (z. B. Quinquennal-Fakultäten, Decennal-Fakultäten). Dieses Fakultätenrecht betrifft also dem Papst vorbehaltene Rechte, wie zum Beispiel die Ausübung von Weihen. Heutzutage wird allerdings auch im Kirchenrecht unter Fakultätenrecht eher die kirchen- und staatskirchenrechtliche Stellung der Katholisch-Theologischen Fakultäten an staatlichen Universitäten verstanden.

## Quinquennalfakultäten
Quinquennalfakultäten waren seit dem 17. Jahrhundert vom Heiligen Stuhl auf fünf Jahre (quinquennium) beschränkte Vollmachten, die vornehmlich an deutsche Bischöfe verliehen wurden. Bei diesen Vollmachten handelte es sich überwiegend um die päpstliche Zusage, Dispensen zu erteilen, die eigentlich in der Zuständigkeit des Papstes lagen. Bei diesen Dispensen stand die Thematik der Mischehen und Ablassregeln im Vordergrund. Aus diesen Privilegien entstanden ebenfalls Auseinandersetzungen zwischen den Bischöfen und den Nuntien.